# سبد السيخ
سبد السيخ (الاسم العلمي: Caprimulgus mahrattensis) (بالإنجليزية: Sykes's Nightjar)‏ هو طائر ينتمي إلى طائر السبد (فصيلة: Caprimulgidae).